# Магала (роз'їзд)
Мага́ла — залізничний роз'їзд Івано-Франківської дирекції Львівської залізниці на неелектрифікованій лінії Чернівці-Північна — Ларга між станціями Садгора (8 км) та Новоселиця (21 км). Розташований в однойменному селі Чернівецького району Чернівецької області.

## Історія
Роз'їзд відкритий 1893 року на лінії Чернівці — Ларга. 

## Пасажирське сполучення
До березня 2020 року через роз'їзд Магала курсували приміські поїзди до станцій Чернівці, Ларга, Сокиряни. Наразі пасажирське сполучення припинено на невизначений термін.